# Daikatana (gra komputerowa)
Daikatana – strzelanka pierwszoosobowa wyprodukowana przez Ion Storm i wydana przez Eidos Interactive w 2000 roku.

## Fabuła
Jest rok 2455. Populacja ludzi zdziesiątkowana jest przez potężną zarazę, do której rozwoju doprowadził szalony naukowiec Kage Mishima. Za pomocą antycznego miecza Daikatana przeniósł się w czasie i uniemożliwił wynalezienie lekarstwa. Gracz wciela się w Hiro Miyamoto – mistrza sztuk walki – i podróżując przez cztery okresy historyczne (nowoczesną Japonię roku 2455, starożytną Grecję, średniowieczną Norwegię oraz XXI wieczne San Francisco) próbuje odwrócić bieg wydarzeń.

## Rozgrywka
Do dyspozycji gracza oddano 25 egzemplarzy broni: po sześć dla każdej epoki oraz tytułowy miecz Daikatana. W każdym z czterech epizodów można spotkać odmiennych przeciwników których łącznie jest 64.
Zaimplementowano system rozwoju postaci oparty na pięciu cechach, które można rozwinąć:
- power – zwiększenie siły ataków
- speed – zwiększenie szybkości poruszania się
- attack – zwiększenie szybkości ataków
- acro – wydłużenie skoków
- vitality – zwiększenie liczby punktów życia oraz skuteczności leczniczych medykamentów

W grze można znaleźć rozmaite powerupy umożliwiające niewidzialność, zapis gry w dowolnym momencie (normalnie stan gry zapisują się automatycznie na początku mapy, można też w opcjach ustawić nieograniczoną ilość zapisów), chroniące przed konkretnym rodzajem obrażeń i inne. Poza tym dostępny jest zestaw pancerzy, tak jak w innych grach FPP uzupełniających żywotność o dodatkowe punkty.
Hiro Miyamoto nie jest samotny. W zaprowadzeniu porządku na świecie pomogą mu Superfly Johnson i Mikiko Ibihara, którym gracz wydaje podstawowe polecenia takie jak atakuj, zostań czy podążaj.

## Produkcja
Miała to być pierwsza gra wydana przez Ion Storm. Produkcją zajął się John Romero. Daikatana miała być połączeniem shootera z grą RPG, działająca na silniku Quake. Premierę przewidywano na czwarty kwartał 1997 roku. Romero uważał, że skoro stworzenie Quake’a zajęło dziewięciu osobom sześć miesięcy, to 15 osób Daikatanę zrobi w siedem miesięcy. Po trzech miesiącach prac, na targach E3 zaprezentowano wersję demonstracyjną ze średniowieczną mapą. Po imprezie Romero postanowił przenieść grę na silnik Quake’a II. id Software zgodził się, jednak kod źródłowy przekazał dopiero w lutym następnego roku. Do tego czasu prace kontynuowano na dotychczasowej platformie. Według planów, na początku roku 1998 miano szybko dokonać konwersji na nowy silnik i wydać grę w marcu.
Gdy przed gwiazdką minął pierwszy deadline, 11 grudnia ze studia odszedł szef ds. marketingu Mike Wilson.
Gdy zespół w końcu dostał w swoje ręce nowy silnik, ten okazał się diametralnie inny od poprzednika przez co szybki port wydał się wyjątkowo kłopotliwy i tak też było. Prace nad tym procesem mozolnie ciągnęły się przez cały rok. Atmosfera wokół studia gęstniała. Z powodu niedotrzymywania terminów połączonym z górnolotnymi zapowiedziami, Ion Storm zaczął być adresatem niewybrednych żartów ze strony branżowych redaktorów oraz graczy.
W maju ze studia odszedł jeden z założycieli Ion Storm – Bob Wright. Po wydaniu niezbyt udanego Dominion: Storm Over Gift 3 zaczęły chodzić plotki, że studio niebawem zostanie zamknięte. Pod koniec 1998 czara goryczy przelała się i 19 października z teamu tworzącego Daikatanę odeszło siedem kluczowych osób oraz trzy inne pracujące w studio. Ośmioro świeżo odeszłych oraz troje poprzednio należących do Ion Storm znalazło zatrudnienie w nowym studio Mike'a Wilsona Bloodshot Entertainment przy grze Kiss: Psycho Circus.
Do stycznia nowego roku sformowano nowy zespół. Dotychczasowe osiągnięcia wyrzucono do kosza i Daikatana zaczęła być tworzona praktycznie od początku. W marcu według wcześniejszych zapowiedzi wydano wersję demonstracyjną gry wieloosobowej, zaś w czerwcu na kolejnych targach E3 została pokazana próbna wersja Daikatany. W ostatniej chwili, z myślą o konfrontacji z nowym Quake III dokonano kilka niefortunnych zmian przez co gra nie działała zbyt płynnie, czasem z 12 klatkami na sekundę. Jako że koszty produkcji gry sięgały już około 25 milionów dolarów, Eidos Interactive stracił cierpliwość i zaczął domagać się szybkiego ukończenia Daikatany. Złość wydawcy została okupiona praktycznym przejęciem Ion Storm poprzez kupno większości udziałów. Po tych wydarzeniach dwaj współwłaściciele Jerry O'Flaherty i Todd Porter odeszli ze studia.
Aby pomóc Romero w zarządzaniu zespołem pracującym nad Daikataną, co do tej pory nie wychodziło mu najlepiej, Eidos Interactive wysłał od siebie Johna Kavanagh. Nowy manager dobrze spełniał swoją rolę i prace były kontynuowane. W międzyczasie wymieniono głównego programistę, w grudniu przedwcześnie urządzono huczne Release Party, nie mniej w marcu 2000 roku Daikatana osiągnęła status bety, zaś ukończona została 23 kwietnia. Gra została wydana 23 maja tego samego roku. Cały ponad 3-letni proces tworzenia przetrwały dwie osoby John Romero i Shawn Green. Koszt produkcji sięgnął 28 mln dolarów. Daikatana sprzedała się w 200 tysiącach egzemplarzy co według Romero zwróciło koszty produkcji.

## Odbiór
Gra została chłodno przyjęta przez środowisko graczy i redaktorów czasopism. Recenzenci krytykowali Daikatanę za liczne błędy i niedopracowanie np. za słabą SI przeciwników oraz kompanów. Grafika pozostawiała wiele do życzenia – modele obiektów składały się z małej liczby poligonów. Na nikim nie robiły wrażenia efekty pogodowe takie jak deszcz i śnieg.